# Сливово (Урошевац)
Сливово (алб. Slivovë) је насељено место у општини Урошевац, на Косову и Метохији. Према попису становништва из 2011. у насељу је живело 1.490 становника.

## Становништво
Према попису из 2011. године, Сливово има следећи етнички састав становништва:
| Националност       | 2011.          |
| Албанци            | 1.481 (99,40%) |
| Бошњаци            | 2 (0,13%)      |
| други и недоступно | 7 (0,47%)      |
| Укупно             | 1.490          |

| Демографија | Демографија | Демографија |
| Година      | Становника  | Становника  |
| ----------- | ----------- | ----------- |
| 1948.       | 482         |             |
| 1953.       | 537         |             |
| 1961.       | 633         |             |
| 1971.       | 806         |             |
| 1981.       | 1.138       |             |
| 1991.       | 1.411       |             |
| 2011.       | 1.490       |             |